# لوبراز
لوبراز (به لاتین: Luberadz) یک روستا در لهستان است که در گمینا اویژنگ واقع شده‌است. لوبراز ۲۶۰ نفر جمعیت دارد.